# Loretacris fascipes
Loretacris fascipes är en insektsart som beskrevs av Christiane Amédégnato och Poulain 1987. Loretacris fascipes ingår i släktet Loretacris och familjen gräshoppor. Inga underarter finns listade i Catalogue of Life.